# Loin de Moscou
Pour plus de détails, voir Fiche technique et Distribution.
Loin de Moscou (en russe : Далеко от Москвы, Daleko ot Moskvy) est un film soviétique de Aleksandr Stolper réalisé en 1950 d'après le roman éponyme de Vassili Ajaïev.

## Fiche technique
- Titre : Loin de Moscou
- Titre original : Далеко от Москвы, Daleko ot Moskvy
- Réalisation : Aleksandr Stolper
- Scénario : Mikhaïl Papava, Vassili Ajaïev
- Photographie : Yu-Lan Chen
- Direction artistique : Evgueni Kumankov
- Musique : Nikolaï Krioukov
- Montage : Anna Kulganek
- Maquillage : Anton Andzhan
- Directeur du film : Mikhail Levine
- Société de production : Mosfilm
- Genre : drame
- Pays de production : URSS
- Format : noir et blanc - Mono
- Durée : 111 minutes
- Date de sortie : 22 octobre 1950

## Distribution
- Nikolaï Okhlopkov : Vassili Batmanov, chef du chantier
- Pavel Kadotchnikov : Alexei Kovchov, ingénieur
- Sergueï Stoliarov : Alexandre Rogov
- Lev Sverdline : Mikhail Zalkind
- Mark Bernes : Umara-Mahomet
- Stepan Krylov : Solntsev, chauffeur
- Leonid Kmit : Makhov, chauffeur
- Sergueï Gourzo : Petia Goudkine
- Lioubov Sokolova : Olga Fedorovna, médecin